# Selenyj Bir
Selenyj Bir (ukrainisch Зелений Бір; russisch Зелёный Бор Selnj Bor) ist eine Ansiedlung in der ukrainischen Oblast Kiew mit etwa 800 Einwohnern (2001).

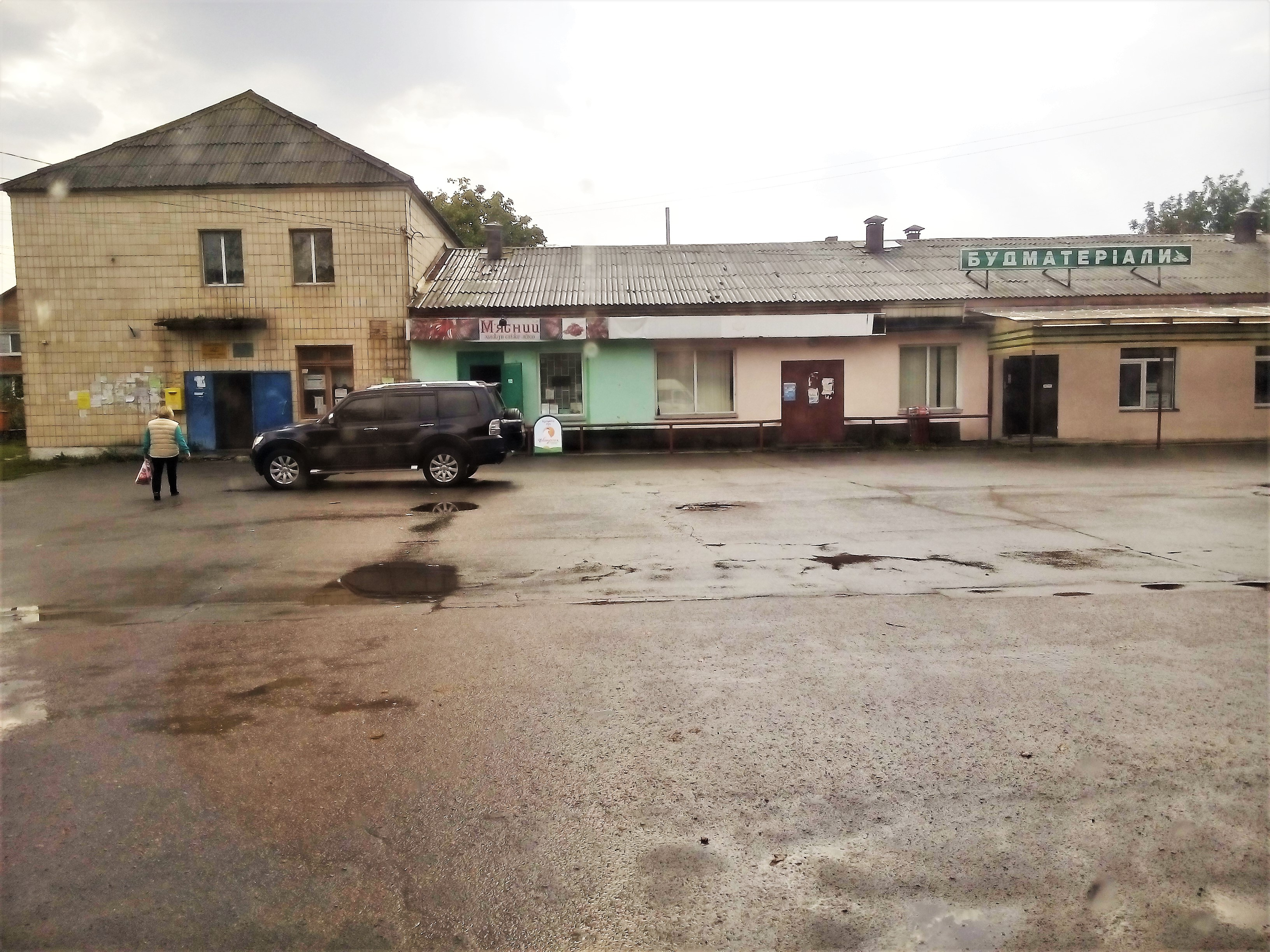
Gebäude im Ort

Die im Jahr 1950 im Zusammenhang mit dem Bau einer Geflügelfarm gegründete Ansiedlung Fabryka (фабрика) erhielt am 26. Oktober 1992 ihren heutigen Namen. Selenyj Bir liegt an der Territorialstraße T–10–06. Das ehemalige Rajonzentrum Wassylkiw befindet sich 12 km südwestlich und das Zentrum der Hauptstadt Kiew  33 km nordöstlich von Selenyj Bir.
Am 12. Juni 2020 wurde die Ansiedlung ein Teil der neugegründeten Siedlungsgemeinde Hlewacha, bis war sie ein Teil der Landratsgemeinde Kruschynka im Norden des Rajons Wassylkiw.
Am 17. Juli 2020 kam es im Zuge einer großen Rajonsreform zum Anschluss des Rajonsgebietes an den Rajon Fastiw.